# Ctenolimnophila (Ctenolimnophila) bivena
Ctenolimnophila (Ctenolimnophila) bivena is een tweevleugelige uit de familie steltmuggen (Limoniidae). De soort komt voor in het Neotropisch gebied.